# Адеър Вилидж (Орегон)
Адеър Вилидж (на английски: Adair Village) е град в окръг Бентън, щата Орегон, САЩ. Адеър Вилидж е с население от 536 жители (2000) и обща площ от 0,6 km². Намира се на 99,97 m надморска височина. ЗИП кодът му е 97330, а телефонният му код е 541.